# حسن بن صالح البحر
حسن بن صالح البحر (1191 - 1273 هـ) قائد ديني وسياسي ومصلح اجتماعي من أعلام وادي حضرموت. كان شهيرا بعلمه وكرمه وانتساب علماء عصره إلى التلقي عنه. له زعامة سياسية في مجتمعه، ويعمل للمصلحة العامة، وخصوصا للتوفيق بين القبائل المسلحة. وامتاز أيضا بالإنتاج الأدبي، وفي مكاتباته وقصائده بيان واضح عن مقدوره النثري والشعري.

## نسبه
حسن بن صالح البحر بن عيدروس بن أبي بكر بن هادي بن سعيد بن شيخان بن علوي بن عبد الله التريسي بن علوي الخواص بن أبي بكر الجفري بن محمد بن علي بن محمد بن أحمد الشهيد بن الفقيه المقدم محمد بن علي بن محمد صاحب مرباط بن علي خالع قسم بن علوي بن محمد بن علوي بن عبيد الله بن أحمد المهاجر بن عيسى بن محمد النقيب بن علي العريضي بن جعفر الصادق بن محمد الباقر بن علي زين العابدين بن الحسين السبط بن علي بن أبي طالب، وعلي زوج فاطمة بنت محمد ﷺ.
فهو الحفيد 31 لرسول الله محمد ﷺ في سلسلة نسبه.

## مولده ونشأته
ولد بخلع راشد (حوطة أحمد بن زين) بحضرموت سنة 1191 هـ، ووالدته سيدة بنت عيدروس الجفري. نشأ يتيما من أبيه صالح المعروف بـ"البحر"، فكفله جده لأمه في ذي أصبح. نبغ على صغر سنّه في علوم الدين والعربية، وما زالت السنون تجري به حتى اقتعد مركز الثقافة والعلم، حتى لقد طلب منه مفتي زبيد عبد الرحمن بن سليمان الأهدل عندما كان مقيما بمكة أن يكتب رسالة عن «صلاة المقربين» وأعجب به العلماء الحجازيين وغيرهم. كان مسكنه في الأصل في ضاحية ذي أصبح، ثم اختار السكنى في نفس ذي أصبح وبنى بها مسكنه عام 1213 هـ. وهناك علم عنه وعن صفاته وعباداته. ولا سيما الذين رافقوه في رحلاته، منهم أحمد بن علي الجنيد الذي رافقه في رحلته بين مكة والمدينة.

## شيوخه
تلقى عن علماء أكابر في تريم وسيئون وتريس والغرفة والحوطة، منهم:
| - عبد الله بن سعد بن سمير - عمر بن زين بن سميط - عبد الرحمن بن حامد المنفر - عمر بن عبد الرحمن البار | - أحمد بن عمر بن سميط - عمر بن أحمد الحداد - عمر بن سقاف السقاف - علي بن عمر بن قاضي باكثير | - عبد الرحمن بن علوي السقاف - علوي بن سقاف السقاف - أحمد بن جعفر الحبشي - أحمد بن علي البحر القديمي | - شيخ بن محمد الجفري - سقاف بن محمد الجفري - سالم بن حسين الجفري |

## تلاميذه
وعنه أخذ معظم العلماء بحضرموت وما من عالم أو متعلم أو متصوف بحضرموت في عصره إلا كان تلميذا له، منهم:
| - محسن بن علوي السقاف - حامد بن عمر السقاف - عبد الرحمن بن علي السقاف - أبو بكر بن عبد الله العطاس | - صالح بن عبد الله العطاس - أحمد بن محمد المحضار - عبد الله بن عمر بن يحيى - أحمد بن عمر باذيب | - عيدروس بن عمر الحبشي - عبد الرحمن بن محمد المشهور - عبد الله بن حسن الحداد - علي بن محمد الحبشي | - عبد الله بن معروف باجمال - محمد بن زين باعبود - عبد الرحمن بن محمد بن شهاب الدين |

## حياته العلمية والسياسية
كان كثير الحج، كثير الطواف حول الكعبة، كثير التلاوة للقرآن. وكان إذا قدمت له أموال من أحد بادر إلى إنفاقها. وفتح الله على قلبه بسبب كثرة المجاهدات من التوسع في معاني القرآن الباطنة، والحديث، وكتب الصوفية، وأهل الإشارات والذوق الشيء الكثير، يعرفه من يجالسه ويسمع مذاكراته، أو نظر وصاياه ومراسلاته. ولما بلغ في تلك العلوم الدرجة العالية، تسارع العلماء إلى الأخذ عنه، والسماع منه، حتى أن الذين أخذ عنهم صاروا عنه يأخذون، ومنه يستوصون، كشيخه عبد الله بن سعد بن سمير الذي ترجم له في «قلادة النحر»، وهي سابقة فريدة أن يترجم الشيخ لتلميذه.
ولم يخص درس الكتب العلمية بوقت معروف كغيره من العلماء، لشدة استغراقه بما هو أهم وأولى، مع أنها لم تزل القراءة لديه، والأخذ عنه من أهل العلم، خصوصا الطارقين من غير بلده، من أهل الجهة وغيرهم، وبعضهم يرتب القراءة في كتاب معروف، كلما جاء إليه قرأ على ترتيبه، حتى يكمله، غير أنه لم يعين للدرس وقتا، بل حسب الاتفاق، إما أول النهار بعد الشروق، وإما آخر النهار بعد العصر إلى الغروب، وهذان الوقتان أكثر ما تكون القراءة فيهما للكتب. وقد يجعل بدل القراءة مذاكرة، لأن مذاكراته أولى لدى المستفيد من سرد القراءة.
ومع ما هو فيه من روح دينية ومشاغل علمية وتعبدية لم يكن متواريا عن المجتمع العام، وكما له رياسته الاجتماعية والدينية والصوفية فإن له زعامته السياسية الروحية على طوائف من العشائر السلاحية. وكان من أركان الثورة الوطنية على الفئة اليافعية المتغلبة على سياسة تريم وسيئون وتريس ولواحقها. كما نشاهد في تاريخ ابن حميد مناظر من تدبيراته ومجهوداته ومساعداته المادية والمعنوية واستعمال نفوذه.

## ذريته
له من الأولاد أربعة ذكور وهم: صالح، وعبد القادر، وعبدِ الِلَّاه، ومحمد. ومن الإناث ثلاث هن: مزنة، ولؤلؤ، وبهية.

## وفاته
توفي بذي أصبح ضحى يوم الأربعاء الثالث والعشرين من شهر ذي القعدة سنة 1273 هـ. وكان مدفنه إلى جانب مسكنه في وسط المصلى الذي دفنت فيه والدته، وبني فوق ضريحه تابوت وقبة.

### استشهادات
1. ↑  السقاف، علي بن محسن (2009). الاستزادة من أخبار السادة. عمان، الأردن: دار الفتح. ج. الأول. ص. 685. ISBN:9789957231385.
2. 1 2  السقاف، عبد الرحمن بن علي (2013). البرق المضيء من الكلام النثري والشعري للإمام الحسن بن صالح البحر الجفري (PDF). صنعاء، اليمن: طبع بعناية عبد الرحمن بن عمر البحر.
3. ↑  البحر، حسن بن صالح. صلاة المقربين (PDF).
4. ↑  المشهور، عبد الرحمن بن محمد (1984). شمس الظهيرة (PDF). جدة، السعودية: عالم المعرفة. ج. الثاني. ص. 409. مؤرشف من الأصل (PDF) في 2020-05-01.
5. ↑  زبارة، محمد بن محمد بن يحيى (1998). نيل الوطر من تراجم رجال اليمن في القرن الثالث عشر. بيروت، لبنان: دار الكتب العلمية. ج. الأول. ص. 467.
6. ↑  السقاف، عبد الله بن محمد (1938). تاريخ الشعراء الحضرميين. الإسكندرية، مصر: مطبعة الرشديات. ج. الثالث. ص. 145.
7. ↑  العطاس، علي بن حسين. تاج الأعراس في مناقب الحبيب صالح بن عبد الله العطاس (ط. الأولى). إندونيسيا: منارة قدس. ج. الأول. ص. 259.
8. ↑  السقاف، طه بن حسن (2005). فيوضات البحر الملي من مناقب وأخبار وكرامات سيدنا الحبيب علي (PDF) (ط. الأولى). ص. 56.
9. ↑  السقاف، عبد الرحمن بن عبيد الله (2005). إدام القوت في ذكر بلدان حضرموت. جدة، السعودية: دار المنهاج. ص. 588.
10. 1 2  الكندي، سالم بن محمد (2003). تاريخ حضرموت المسمى بالعدّة المفيدة الجامعة لتواريخ قديمة وحديثة. صنعاء، اليمن: مكتبة الإرشاد. ج. الأول والثاني. ص. 1/368 - 2/163.
11. ↑  القضماني، محمد ياسر (2014). السادة آل باعلوي وغيض من فيض أقوالهم الشريفة وأحوالهم المنيفة. دمشق، سوريا: دار نور الصباح. ص. 134.